# ماری گیبسون هنری
ماری گیبسون هنری (انگلیسی: Mary Gibson Henry؛ ۱۸۸۴ – ۱۹۶۷) یک گیاه‌شناس اهل ایالات متحده آمریکا بود.